# Liga dos Campeões da UEFA de 2020–21
A Liga dos Campeões da UEFA de 2020–21 foi a 66ª edição da Liga dos Campeões da UEFA, a maior competição de clubes europeus organizada pela UEFA.
A final foi disputada no Estádio do Dragão, no Porto, Portugal. O estádio que foi originalmente escolhido para receber a Final da Liga dos Campeões seria Estádio Olímpico Atatürk, porém ele foi alterado pela UEFA devido à pandemia de COVID-19 na Europa. Mesmo assim, o comportamento de muitos adeptos ingleses causou polémica em Portugal, por os mesmos não cumprirem o distanciamento social nem usarem máscara sanitária. Isso gerou indignação junto de dirigentes desportivos, responsáveis políticos de oposição ao governo do PS e da população, devido a uma suposta ambiguidade de critérios (por a população residente no território português aparentemente não ter alternativa senão cumprir as medidas preventivas no contexto de pandemia e os adeptos do Chelsea e do Manchester City não terem parecido, em muitos casos, obrigados a tal).
O Bayern de Munique, anterior detentor do título, foi eliminado pelo Paris Saint-Germain nas quartas de final, em uma reedição da final da temporada anterior.
Em uma final inglesa, o Chelsea foi campeão pela segunda vez em sua história ao bater o Manchester City, outro clube inglês, por 1-0. 
Com isso, o clube  ganhou o direito de disputar a Supercopa da UEFA de 2021 contra o campeão da Liga Europa da UEFA de 2020–21 e também será o representante da UEFA na Copa do Mundo de Clubes da FIFA de 2021, a ser realizada no Japão

## Distribuição de vagas e qualificação
Um total de 79 equipes das 54 de 55 associações filiadas a UEFA participam da edição 2020–21 da Liga dos Campeões (a exceção é Liechtenstein, que não organiza um campeonato local). O ranking das associações é baseado no Coeficiente do país que é usado para determinar o número de participantes de cada associação.
- Associações 1–4 qualificam quatro equipas de cada.
- Associações 5–6 qualificam três equipas de cada.
- Associações 7–15 qualificam duas equipas de cada.
- Associações 16–55 (exceto Liechtenstein) qualificam uma equipa cada.
- Aos vencedores da Liga dos Campeões da UEFA de 2019–20 e Liga Europa da UEFA de 2019–20 são dadas a cada um uma entrada adicional se não se qualificarem através da sua liga nacional.

### Ranking das associações
Para a edição de 2020–21, as associações foram alocadas seguindo o coeficiente do país, o qual é determinado pela performance nas competições europeias entre as temporadas de 2014–15 a 2018–19.
| Pos. | Associações     | Coef.   | Equipes |
| ---- | --------------- | ------- | ------- |
| 1    | Espanha         | 103.569 | 4       |
| 2    | Inglaterra      | 85.462  | 4       |
| 3    | Itália          | 74.725  | 4       |
| 4    | Alemanha        | 71.927  | 4       |
| 5    | França          | 58.498  | 3       |
| 6    | Rússia          | 50.549  | 3       |
| 7    | Portugal        | 48.232  | 2       |
| 8    | Bélgica         | 39.900  | 2       |
| 9    | Ucrânia         | 38.900  | 2       |
| 10   | Turquia         | 34.600  | 2       |
| 11   | Países Baixos   | 32.433  | 2       |
| 12   | Áustria         | 31.250  | 2       |
| 13   | República Checa | 28.675  | 2       |
| 14   | Grécia          | 27.600  | 2       |
| 15   | Croácia         | 27.375  | 2       |
| 16   | Dinamarca       | 27.025  | 1       |
| 17   | Suíça           | 26.900  | 1       |
| 18   | Chipre          | 24.925  | 1       |
| 19   | Sérvia          | 22.250  | 1       |

| Pos. | Associações        | Coef.  | Equipes |
| ---- | ------------------ | ------ | ------- |
| 20   | Escócia            | 22.125 | 1       |
| 21   | Bielorrússia       | 21.875 | 1       |
| 22   | Suécia             | 20.900 | 1       |
| 23   | Noruega            | 20.200 | 1       |
| 24   | Cazaquistão        | 19.250 | 1       |
| 25   | Polônia            | 19.250 | 1       |
| 26   | Azerbaijão         | 19.000 | 1       |
| 27   | Israel             | 18.625 | 1       |
| 28   | Bulgária           | 17.500 | 1       |
| 29   | Romênia            | 15.950 | 1       |
| 30   | Eslováquia         | 15.625 | 1       |
| 31   | Eslovênia          | 15.000 | 1       |
| 32   | Liechtenstein      | 13.500 | 0       |
| 33   | Hungria            | 10.500 | 1       |
| 34   | Macedônia do Norte | 8.000  | 1       |
| 35   | Moldávia           | 7.750  | 1       |
| 36   | Albânia            | 7.500  | 1       |
| 37   | Irlanda            | 7.450  | 1       |

| Pos. | Associações          | Coef. | Equipes |
| ---- | -------------------- | ----- | ------- |
| 38   | Finlândia            | 7.275 | 1       |
| 39   | Islândia             | 7.250 | 1       |
| 40   | Bósnia e Herzegovina | 7.125 | 1       |
| 41   | Lituânia             | 6.750 | 1       |
| 42   | Letônia              | 5.625 | 1       |
| 43   | Luxemburgo           | 5.500 | 1       |
| 44   | Armênia              | 5.250 | 1       |
| 45   | Malta                | 5.125 | 1       |
| 46   | Estônia              | 5.000 | 1       |
| 47   | Geórgia              | 4.750 | 1       |
| 48   | País de Gales        | 4.125 | 1       |
| 49   | Montenegro           | 4.125 | 1       |
| 50   | Ilhas Faroe          | 4.000 | 1       |
| 51   | Gibraltar            | 4.000 | 1       |
| 52   | Irlanda do Norte     | 3.875 | 1       |
| 53   | Kosovo               | 2.500 | 1       |
| 54   | Andorra              | 1.831 | 1       |
| 55   | San Marino           | 0.666 | 1       |

## Equipes classificadas
A posição no campeonato nacional é mostrado entre parêntesis.
| Fase de grupos            | Fase de grupos            | Fase de grupos                | Fase de grupos           |
| ------------------------- | ------------------------- | ----------------------------- | ------------------------ |
| Bayern de Munique (1º)    | Manchester United (3º)    | Borussia Dortmund (2°)        | Lokomotiv Moscou (2°)    |
| Sevilla (4º)              | Chelsea (4º)              | RB Leipzig (3º)               | Porto (1º)               |
| Real Madrid (1º)          | Juventus (1º)             | Borussia Mönchengladbach (4º) | Brugge (1º)              |
| Barcelona (2°)            | Internazionale (2°)       | Paris Saint-Germain (1º)      | Shakhtar Donetsk (1º)    |
| Atlético de Madrid (3º)   | Atalanta (3º)             | Olympique de Marseille (2º)   | İstanbul Başakşehir (1º) |
| Liverpool (1º)            | Lazio (4º)                | Rennes (3º)                   | Ajax (1º)                |
| Manchester City (2º)      | Zenit (1º)                |                               |                          |
| Play-off                  |                           |                               |                          |
| Caminho dos Campeões      | Caminho dos Campeões      | Caminho da Liga               | Caminho da Liga          |
| Red Bull Salzburg (1º)    | Slavia Praha (1º)         | Krasnodar (3º)                |                          |
| Olympiacos (1°)           |                           |                               |                          |
| Terceira pré-eliminatória |                           |                               |                          |
| Caminho da Liga           |                           |                               |                          |
| Benfica (2°)              | Gent (2°)                 | Dínamo de Kiev (2°)           |                          |
| Segunda pré-eliminatória  |                           |                               |                          |
| Caminho dos Campeões      | Caminho dos Campeões      | Caminho da Liga               | Caminho da Liga          |
| Dínamo Zagreb (1º)        | Young Boys (1°)           | Beşiktaş (3º)                 | Rapid Viena (2º)         |
| Midtjylland (1º)          |                           | AZ Alkmaar (2º)               | Viktoria Plzeň (2°)      |
|                           |                           | PAOK (2°)                     | Lokomotiva (2º)          |
| Primeira pré-eliminatória |                           |                               |                          |
| Omonia (1º)               | Estrela Vermelha (1º)     | Celtic (1º)                   | Dinamo Brest (1º)        |
| Djurgårdens (1º)          | Molde (1º)                | Astana (1º)                   | Légia Varsóvia (1º)      |
| Qarabağ (1º)              | Maccabi Tel Aviv (1º)     | Ludogorets Razgrad (1º)       | Cluj (1º)                |
| Slovan Bratislava (1º)    | Celje (1º)                | Ferencváros (1º)              | Sileks (2º)              |
| Sheriff Tiraspol (1º)     | Tirana (1º)               | Dundalk Football Club (1º)    | KuPS (1º)                |
| KR (1º)                   | Sarajevo (1º)             | Sūduva (1º)                   | Riga (1º)                |
| Fola Esch (1º)            | Ararat-Armenia (1º)       | Floriana (1º)                 | Flora Tallinn (1º)       |
| Dinamo Tbilisi (1º)       | Connah's Quay Nomads (1º) | Budućnost Podgorica (1º)      | KÍ (1º)                  |
| Europa (1º)               |                           |                               |                          |
| Rodada preliminar         |                           |                               |                          |
| Linfield (1º)             | Drita (1º)                | Inter Club d'Escaldes (1º)    | Tre Fiori (1º)           |

## Calendário
O calendário para esta edição da competição é o seguinte (todos os sorteios serão realizados na sede da UEFA em Nyon na Suíça, exceto o sorteio para a fase de grupos que será realizado em Genebra, Suíça). O torneio teria começado originalmente em junho de 2020, mas foi adiado para agosto devido a pandemia de COVID-19 na Europa. O novo calendário foi anunciado em 17 de junho de 2020.
Os confrontos da rodada premilinar, primeira pré-eliminatória, segunda pré-eliminatória e terceira pré-eliminatória serão disputadas em somente uma única partida, os mandantes dos jogos serão decididos por sorteio (exceto a rodada preliminar que será disputada em uma sede neutra), e todas as partidas serão disputadas com os portões fechados.
| Fase           | Rodada                    | Data do sorteio                | Partida de ida                                   | Partida de volta                                 |
| -------------- | ------------------------- | ------------------------------ | ------------------------------------------------ | ------------------------------------------------ |
| Preliminar     | Rodada premilinar         | 17 de julho de 2020            | 8 de agosto de 2020 (rodada semifinal)           | 11 de agosto de 2020 (rodada final)              |
| Qualificação   | Primeira pré-eliminatória | 9 de agosto de 2020            | 18–19 de agosto de 2020                          | 18–19 de agosto de 2020                          |
| Qualificação   | Segunda pré-eliminatória  | 10 de agosto de 2020           | 25–26 de agosto de 2020                          | 25–26 de agosto de 2020                          |
| Qualificação   | Terceira pré-eliminatória | 31 de agosto de 2020           | 15–16 de setembro de 2020                        | 15–16 de setembro de 2020                        |
| Play-off       | Rodada de play-off        | 1 de setembro de 2020          | 22–23 de setembro de 2020                        | 29–30 de setembro de 2020                        |
| Fase de grupos | Primeira rodada           | 1 de outubro de 2020 (Genebra) | 20–21 de outubro de 2020                         | 20–21 de outubro de 2020                         |
| Fase de grupos | Segunda rodada            | 1 de outubro de 2020 (Genebra) | 27–28 de outubro de 2020                         | 27–28 de outubro de 2020                         |
| Fase de grupos | Terceira rodada           | 1 de outubro de 2020 (Genebra) | 3–4 de novembro de 2020                          | 3–4 de novembro de 2020                          |
| Fase de grupos | Quarta rodada             | 1 de outubro de 2020 (Genebra) | 24–25 de novembro de 2020                        | 24–25 de novembro de 2020                        |
| Fase de grupos | Quinta rodada             | 1 de outubro de 2020 (Genebra) | 1–2 de dezembro de 2020                          | 1–2 de dezembro de 2020                          |
| Fase de grupos | Sexta rodada              | 1 de outubro de 2020 (Genebra) | 8–9 de dezembro de 2020                          | 8–9 de dezembro de 2020                          |
| Fase final     | Oitavas de final          | 14 de dezembro de 2020         | 16–17 e 23–24 de fevereiro de 2021               | 9–10 e 16–17 de março de 2021                    |
| Fase final     | Quartas de final          | 19 de março de 2021            | 6–7 de abril de 2021                             | 13–14 de abril de 2021                           |
| Fase final     | Semifinais                | 19 de março de 2021            | 27–28 de abril de 2021                           | 4–5 de maio de 2021                              |
| Fase final     | Final                     | 19 de março de 2021            | 29 de maio de 2021 no Estádio do Dragão em Porto | 29 de maio de 2021 no Estádio do Dragão em Porto |

## Rodadas de qualificação

### Rodada preliminar
Nesta fase as equipes disputaram a vaga na primeira pré-eliminatória em uma espécie de torneio contendo semifinal e final aonde estas vagas foram definidas em uma única partida. Os perdedores desta fase entraram na segunda pré-eliminatória da Liga Europa da UEFA de 2020–21.
O sorteio para esta fase foi realizado em 17 de julho de 2020. As semifinais foram disputadas em 8 de agosto e a final em 11 de agosto de 2020. Todas as partidas foram disputadas no Colovray Sports Centre em Nyon na Suíça.
| Equipe 1  | Resultado | Equipe 2              |           |           |           |
| Semifinal | Semifinal | Semifinal             | Semifinal | Semifinal | Semifinal |
| --------- | --------- | --------------------- | --------- | --------- | --------- |
| Tre Fiori | 0–2       | Linfield              |           |           |           |
| Drita     | 2–1       | Inter Club d'Escaldes |           |           |           |
| Final     |           |                       |           |           |           |
| Drita     | 0–3       | Linfield              |           |           |           |

### Primeira pré-eliminatória
Um total de 34 equipes jogaram na primeira pré-eliminatória: 33 equipes que participaram nesta eliminatória e o vencedor da rodada preliminar. Os perdedores entraram na segunda pré-eliminatória da Liga Europa da UEFA de 2020–21.
O sorteio para esta fase foi realizado em 9 de agosto de 2020. As partidas foram disputadas em 18 e 19 de agosto de 2020.
| Equipe 1             | Resultado   | Equipe 2              |
| -------------------- | ----------- | --------------------- |
| Ferencváros          | 2–0         | Djurgårdens           |
| Celtic               | 6–0         | KR                    |
| Légia Varsóvia       | 1–0         | Linfield              |
| Sheriff Tiraspol     | 2–0         | Fola Esch             |
| Connah's Quay Nomads | 0–2         | Sarajevo              |
| Estrela Vermelha     | 5–0         | Europa                |
| Budućnost Podgorica  | 1–3         | Ludogorets Razgrad    |
| Ararat-Armenia       | 0–1 (pro)   | Omonia                |
| Floriana             | 0–2         | Cluj                  |
| Maccabi Tel Aviv     | 2–0         | Riga                  |
| Qarabağ              | 4–0         | Sileks                |
| Dinamo Tbilisi       | 0–2         | Tirana                |
| Dinamo Brest         | 6–3         | Astana                |
| Molde                | 5–0         | KuPS                  |
| Flora Tallinn        | 1–1 (2–4 p) | Sūduva                |
| Celje                | 3–0         | Dundalk Football Club |
| KÍ                   | 3–0         | Slovan Bratislava     |

### Segunda pré-eliminatória
A segunda pré-eliminatória é dividida em duas seções distintas: Caminho dos Campeões e Caminho da Liga. As equipes perdedoras em ambas as seções entraram na terceira pré-eliminatória da Liga Europa da UEFA de 2020–21.
O sorteio para esta fase foi realizado em 10 de agosto de 2020. As partidas foram disputadas em 25 e 26 de agosto de 2020.
| Equipe 1           | Resultado   | Equipe 2         |
| ------------------ | ----------- | ---------------- |
| Cluj               | 2–2 (5–6 p) | Dínamo Zagreb    |
| Young Boys         | 3–1         | KÍ               |
| Celtic             | 1–2         | Ferencváros      |
| Sūduva             | 0–3         | Maccabi Tel Aviv |
| Légia Varsóvia     | 0–2 (pro)   | Omonia           |
| Celje              | 1–2         | Molde            |
| Ludogorets Razgrad | 0–1         | Midtjylland      |
| Dinamo Brest       | 2–1         | Sarajevo         |
| Qarabağ            | 2–1         | Sheriff Tiraspol |
| Tirana             | 0–1         | Estrela Vermelha |

| Equipe 1   | Resultado | Equipe 2       |
| ---------- | --------- | -------------- |
| AZ Alkmaar | 3–1 (pro) | Viktoria Plzeň |
| PAOK       | 3–1       | Beşiktaş       |
| Lokomotiva | 0–1       | Rapid Viena    |

### Terceira pré-eliminatória
A terceira pré-eliminatória é dividida em duas seções distintas: Caminho dos Campeões e Caminho da Liga. As equipes perdedoras no Caminho dos Campeões entrarão na rodada de play-off da Liga Europa da UEFA de 2020–21, enquanto que as equipes perdedoras no Caminho da Liga entrarão na fase de grupos da Liga Europa da UEFA de 2020–21.
O sorteio para esta fase foi realizado em 30 de agosto de 2020. As partidas serão disputadas em 15 e 16 de setembro de 2020.
| Equipe 1         | Resultado   | Equipe 2         |
| ---------------- | ----------- | ---------------- |
| Ferencváros      | 2–1         | Dínamo Zagreb    |
| Qarabağ          | 0–0 (5–6 p) | Molde            |
| Omonia           | 1–1 (4–2 p) | Estrela Vermelha |
| Midtjylland      | 3–0         | Young Boys       |
| Maccabi Tel Aviv | 1–0         | Dinamo Brest     |

| Equipe 1       | Resultado | Equipe 2    |
| -------------- | --------- | ----------- |
| PAOK           | 2–1       | Benfica     |
| Dínamo de Kiev | 2–0       | AZ Alkmaar  |
| Gent           | 2–1       | Rapid Viena |

### Play-off
O sorteio para esta fase foi realizado em 1 de setembro de 2020. As partidas de ida foram disputadas em 22 e 23 de setembro e as partidas de volta serão em 29 e 30 de setembro de 2020.
| Equipe 1         | Total    | Equipe 2          | 1.º jogo | 2.º jogo |
| ---------------- | -------- | ----------------- | -------- | -------- |
| Slavia Praha     | 1–4      | Midtjylland       | 0–0      | 1–4      |
| Maccabi Tel Aviv | 2–5      | Red Bull Salzburg | 1–2      | 1–3      |
| Olympiacos       | 2–0      | Omonia            | 2–0      | 0–0      |
| Molde            | 3–3 (gf) | Ferencváros       | 3–3      | 0–0      |

| Equipe 1  | Total | Equipe 2       | 1.º jogo | 2.º jogo |
| --------- | ----- | -------------- | -------- | -------- |
| Krasnodar | 4–2   | PAOK           | 2–1      | 2–1      |
| Gent      | 1–5   | Dínamo de Kiev | 1–2      | 0–3      |

## Fase de grupos
Atlético de Madrid

 Real Madrid
Times de Manchester

 Manchester City

Na fase de grupos jogam 32 equipes: 26 que entram nesta fase e as seis vencedoras do play-off.
As 32 equipes serão divididas em oito grupos de quatro, com a restrição de que equipes da mesma associação não possam se enfrentar. Para o sorteio, as equipes são colocadas em quatro potes com base nas seguintes regras (introduzidos a partir da temporada 2015–16):
- O pote 1 contém os detentores dos títulos da Liga dos Campeões e da Liga Europa, e os campeões das seis principais associações com base nos coeficientes de cada país da UEFA em 2019.[7] Se um ou ambos os detentores do título forem um dos campeões das seis principais associações, os campeões da(s) próxima(s) associação(ões) com melhor classificação também serão colocados no pote 1.
- Os potes 2, 3 e 4 contêm as equipes restantes, chaveadas com base nos coeficientes de clubes da UEFA em 2020.[48]

Em cada grupo, as equipes jogam umas contra as outras em casa e fora. Os vencedores e segundos colocados dos grupos avançam para as oitavas de final, enquanto os terceiros classificados entram na fase de dezasseis-avos de final da Liga Europa da UEFA de 2020–21.

### Potes
O sorteio para a fase de grupos foi realizado nos estúdios da RTS em Genebra na Suíça em 1 de outubro de 2020.
| Pote 1              | Coef.   |
| ------------------- | ------- |
| Bayern de Munique   | 136.000 |
| Sevilla             | 102.000 |
| Real Madrid         | 134.000 |
| Liverpool           | 99.000  |
| Juventus            | 117.000 |
| Paris Saint-Germain | 113.000 |
| Zenit               | 64.000  |
| Porto               | 75.000  |

| Pote 2             | Coef.   |
| ------------------ | ------- |
| Barcelona          | 128.000 |
| Atlético de Madrid | 127.000 |
| Manchester City    | 116.000 |
| Manchester United  | 100.000 |
| Shakhtar Donetsk   | 85.000  |
| Borussia Dortmund  | 85.000  |
| Chelsea            | 83.000  |
| Ajax               | 69.500  |

| Pote 3            | Coef.  |
| ----------------- | ------ |
| Dínamo de Kiev    | 55.000 |
| Red Bull Salzburg | 53.500 |
| RB Leipzig        | 49.000 |
| Internazionale    | 44.000 |
| Olympiacos        | 43.000 |
| Lazio             | 41.000 |
| Krasnodar         | 35.500 |
| Atalanta          | 33.500 |

| Pote 4                   | Coef.  |
| ------------------------ | ------ |
| Lokomotiv Moscou         | 33.000 |
| Olympique de Marseille   | 31.000 |
| Brugge                   | 28.500 |
| Borussia Mönchengladbach | 26.000 |
| İstanbul Başakşehir      | 21.500 |
| Midtjylland              | 14.500 |
| Rennes                   | 14.000 |
| Ferencváros              | 9.000  |

### Grupos
Os vencedores e os segundos classificados do grupo avançam para as oitavas de final, enquanto os terceiros colocados entram na Liga Europa da UEFA de 2020–21.
| Legenda                                                                          |
| Classificado às oitavas de final                                                 |
| Classificado à fase de dezesseis avos de final da Liga Europa da UEFA de 2020–21 |
| Eliminado                                                                        |

#### Grupo A
| Pos | Equipe             | Pts | J | V | E | D | GP | GC | SG  | Classificado                     |  | BAY | ATM | SAL | LMO |
| --- | ------------------ | --- | - | - | - | - | -- | -- | --- | -------------------------------- |  | --- | --- | --- | --- |
| 1   | Bayern de Munique  | 16  | 6 | 5 | 1 | 0 | 18 | 5  | +13 | Classificado às oitavas de final |  | —   | 4–0 | 3–1 | 2–0 |
| 2   | Atlético de Madrid | 9   | 6 | 2 | 3 | 1 | 7  | 8  | −1  | Classificado às oitavas de final |  | 1–1 | —   | 3–2 | 0–0 |
| 3   | Red Bull Salzburg  | 4   | 6 | 1 | 1 | 4 | 10 | 17 | −7  | Transferido para Liga Europa     |  | 2–6 | 0–2 | —   | 2–2 |
| 4   | Lokomotiv Moscou   | 3   | 6 | 0 | 3 | 3 | 5  | 10 | −5  | Eliminado                        |  | 1–2 | 1–1 | 1–3 | —   |

#### Grupo B
| Pos | Equipe                   | Pts | J | V | E | D | GP | GC | SG | Classificado                     |  | RMA | BMG | SHK | INT |
| --- | ------------------------ | --- | - | - | - | - | -- | -- | -- | -------------------------------- |  | --- | --- | --- | --- |
| 1   | Real Madrid              | 10  | 6 | 3 | 1 | 2 | 11 | 9  | +2 | Classificado às oitavas de final |  | —   | 2–0 | 2–3 | 3–2 |
| 2   | Borussia Mönchengladbach | 8   | 6 | 2 | 2 | 2 | 16 | 9  | +7 | Classificado às oitavas de final |  | 2–2 | —   | 4–0 | 2–3 |
| 3   | Shakhtar Donetsk         | 8   | 6 | 2 | 2 | 2 | 5  | 12 | −7 | Transferido para Liga Europa     |  | 2–0 | 0–6 | —   | 0–0 |
| 4   | Internazionale           | 6   | 6 | 1 | 3 | 2 | 7  | 9  | −2 | Eliminado                        |  | 0–2 | 2–2 | 0–0 | —   |

1. 1 2  Pontos de confronto direto: Borussia Mönchengladbach 6, Shakhtar Donetsk 0.

#### Grupo C
| Pos | Equipe                 | Pts | J | V | E | D | GP | GC | SG  | Classificado                     |  | MCI | POR | OLY | MAR |
| --- | ---------------------- | --- | - | - | - | - | -- | -- | --- | -------------------------------- |  | --- | --- | --- | --- |
| 1   | Manchester City        | 16  | 6 | 5 | 1 | 0 | 13 | 1  | +12 | Classificado às oitavas de final |  | —   | 3–1 | 3–0 | 3–0 |
| 2   | Porto                  | 13  | 6 | 4 | 1 | 1 | 10 | 3  | +7  | Classificado às oitavas de final |  | 0–0 | —   | 2–0 | 3–0 |
| 3   | Olympiacos             | 3   | 6 | 1 | 0 | 5 | 2  | 10 | −8  | Transferido para Liga Europa     |  | 0–1 | 0–2 | —   | 1–0 |
| 4   | Olympique de Marseille | 3   | 6 | 1 | 0 | 5 | 2  | 13 | −11 | Eliminado                        |  | 0–3 | 0–2 | 2–1 | —   |

1. 1 2  Empatado em pontos de confronto direto (3). Gols fora de casa: Olympiacos 1, Marselha 0.

#### Grupo D
| Pos | Equipe      | Pts | J | V | E | D | GP | GC | SG | Classificado                     |  | LIV | ATA | AJX | MID |
| --- | ----------- | --- | - | - | - | - | -- | -- | -- | -------------------------------- |  | --- | --- | --- | --- |
| 1   | Liverpool   | 13  | 6 | 4 | 1 | 1 | 10 | 3  | +7 | Classificado às oitavas de final |  | —   | 0–2 | 1–0 | 2–0 |
| 2   | Atalanta    | 11  | 6 | 3 | 2 | 1 | 10 | 8  | +2 | Classificado às oitavas de final |  | 0–5 | —   | 2–2 | 1–1 |
| 3   | Ajax        | 7   | 6 | 2 | 1 | 3 | 7  | 7  | 0  | Transferido para Liga Europa     |  | 0–1 | 0–1 | —   | 3–1 |
| 4   | Midtjylland | 2   | 6 | 0 | 2 | 4 | 4  | 13 | −9 | Eliminado                        |  | 1–1 | 0–4 | 1–2 | —   |

#### Grupo E
| Pos | Equipe    | Pts | J | V | E | D | GP | GC | SG  | Classificado                     |  | CHE | SEV | KRA | REN |
| --- | --------- | --- | - | - | - | - | -- | -- | --- | -------------------------------- |  | --- | --- | --- | --- |
| 1   | Chelsea   | 14  | 6 | 4 | 2 | 0 | 14 | 2  | +12 | Classificado às oitavas de final |  | —   | 0–0 | 1–1 | 3–0 |
| 2   | Sevilla   | 13  | 6 | 4 | 1 | 1 | 9  | 8  | +1  | Classificado às oitavas de final |  | 0–4 | —   | 3–2 | 1–0 |
| 3   | Krasnodar | 5   | 6 | 1 | 2 | 3 | 6  | 11 | −5  | Transferido para Liga Europa     |  | 0–4 | 1–2 | —   | 1–0 |
| 4   | Rennes    | 1   | 6 | 0 | 1 | 5 | 3  | 11 | −8  | Eliminado                        |  | 1–2 | 1–3 | 1–1 | —   |

#### Grupo F
| Pos | Equipe            | Pts | J | V | E | D | GP | GC | SG | Classificado                     |  | DOR | LAZ | BRU | ZEN |
| --- | ----------------- | --- | - | - | - | - | -- | -- | -- | -------------------------------- |  | --- | --- | --- | --- |
| 1   | Borussia Dortmund | 13  | 6 | 4 | 1 | 1 | 12 | 5  | +7 | Classificado às oitavas de final |  | —   | 1–1 | 3–0 | 2–0 |
| 2   | Lazio             | 10  | 6 | 2 | 4 | 0 | 11 | 7  | +4 | Classificado às oitavas de final |  | 3–1 | —   | 2–2 | 3–1 |
| 3   | Brugge            | 8   | 6 | 2 | 2 | 2 | 8  | 10 | −2 | Transferido para Liga Europa     |  | 0–3 | 1–1 | —   | 3–0 |
| 4   | Zenit             | 1   | 6 | 0 | 1 | 5 | 4  | 13 | −9 | Eliminado                        |  | 1–2 | 1–1 | 1–2 | —   |

#### Grupo G
| Pos | Equipe         | Pts | J | V | E | D | GP | GC | SG  | Classificado                     |  | JUV | BAR | DKV | FER |
| --- | -------------- | --- | - | - | - | - | -- | -- | --- | -------------------------------- |  | --- | --- | --- | --- |
| 1   | Juventus       | 15  | 6 | 5 | 0 | 1 | 14 | 4  | +10 | Classificado às oitavas de final |  | —   | 0–2 | 3–0 | 2–1 |
| 2   | Barcelona      | 15  | 6 | 5 | 0 | 1 | 16 | 5  | +11 | Classificado às oitavas de final |  | 0–3 | —   | 2–1 | 5–1 |
| 3   | Dínamo de Kiev | 4   | 6 | 1 | 1 | 4 | 4  | 13 | −9  | Transferido para Liga Europa     |  | 0–2 | 0–4 | —   | 1–0 |
| 4   | Ferencváros    | 1   | 6 | 0 | 1 | 5 | 5  | 17 | −12 | Eliminado                        |  | 1–4 | 0–3 | 2–2 | —   |

1. 1 2  Empatado no confronto direto (3). Diferença de gols no confronto direto: Juventus +1, Barcelona –1.

#### Grupo H
| Pos | Equipe              | Pts | J | V | E | D | GP | GC | SG  | Classificado                     |  | PAR | RBL | MUN | IBFK |
| --- | ------------------- | --- | - | - | - | - | -- | -- | --- | -------------------------------- |  | --- | --- | --- | ---- |
| 1   | Paris Saint-Germain | 12  | 6 | 4 | 0 | 2 | 13 | 6  | +7  | Classificado às oitavas de final |  | —   | 1–0 | 1–2 | 5–1  |
| 2   | RB Leipzig          | 12  | 6 | 4 | 0 | 2 | 11 | 12 | −1  | Classificado às oitavas de final |  | 2–1 | —   | 3–2 | 2–0  |
| 3   | Manchester United   | 9   | 6 | 3 | 0 | 3 | 15 | 10 | +5  | Transferido para Liga Europa     |  | 1–3 | 5–0 | —   | 4–1  |
| 4   | İstanbul Başakşehir | 3   | 6 | 1 | 0 | 5 | 7  | 18 | −11 | Eliminado                        |  | 0–2 | 3–4 | 2–1 | —    |

1. 1 2  Empatado no confronto direto (3). Gols fora de casa no confronto direto: Paris Saint-Germain 1, RB Leipzig 0.

## Fase final
Na fase eliminatória , as equipes jogam umas contra as outras em duas mãos, em casa e fora, exceto na final de uma partida. O mecanismo de sorteio para cada rodada é o seguinte:
- No sorteio das oitavas de final, os oito vencedores dos grupos foram colocados, e os oito vice-campeões não foram classificados. As seleções classificadas são sorteadas contra as seleções não classificadas, com as seleções anfitriãs da segunda mão. Equipes do mesmo grupo ou da mesma associação não podem ser sorteadas.
- Nos sorteios das quartas de final e semifinais, não há sementes, e times do mesmo grupo ou da mesma federação podem se enfrentar. Como os sorteios para as quartas de final e semifinais são realizados juntos antes das quartas de final serem disputadas, a identidade dos vencedores das quartas de final não é conhecida no momento do sorteio das semifinais. Um sorteio também é realizado para determinar qual vencedor da semifinal é designado como o time "da casa" para a final (para fins administrativos, pois é jogada em um local neutro).

### Equipes classificadas
| Grupo | Líderes de grupo    | Vice-líderes de grupo    |
| ----- | ------------------- | ------------------------ |
| A     | Bayern de Munique   | Atlético de Madrid       |
| B     | Real Madrid         | Borussia Mönchengladbach |
| C     | Manchester City     | Porto                    |
| D     | Liverpool           | Atalanta                 |
| E     | Chelsea             | Sevilla                  |
| F     | Borussia Dortmund   | Lazio                    |
| G     | Juventus            | Barcelona                |
| H     | Paris Saint-Germain | RB Leipzig               |

### Esquema
|  | Oitavas de final              | Oitavas de final              | Oitavas de final              | Oitavas de final              |   |                   | Quartas de final | Quartas de final | Quartas de final | Quartas de final |  |                     | Semifinais              | Semifinais              | Semifinais              | Semifinais              |                 |   | Final              | Final              |
|  | 16 de fevereiro a 17 de março | 16 de fevereiro a 17 de março | 16 de fevereiro a 17 de março | 16 de fevereiro a 17 de março |   |                   | 6 a 14 de abril  | 6 a 14 de abril  | 6 a 14 de abril  | 6 a 14 de abril  |  |                     | 27 de abril a 5 de maio | 27 de abril a 5 de maio | 27 de abril a 5 de maio | 27 de abril a 5 de maio |                 |   | 29 de maio de 2021 | 29 de maio de 2021 |
|  |                               |                               |                               |                               |   |                   |                  |                  |                  |                  |  |                     |                         |                         |                         |                         |                 |   |                    |                    |
|  | Lazio                         | 1                             | 1                             | 2                             |   |                   |                  |                  |                  |                  |  |                     |                         |                         |                         |                         |                 |   |                    |                    |
|  | Bayern de Munique             | 4                             | 2                             | 6                             |   |                   |                  |                  |                  |                  |  |                     |                         |                         |                         |                         |                 |   |                    |                    |
|  | Bayern de Munique             | 4                             | 2                             | 6                             |   | Bayern de Munique | 2                | 1                | 3                |                  |  |                     |                         |                         |                         |                         |                 |   |                    |                    |
|  |                               |                               |                               |                               |   | Bayern de Munique | 2                | 1                | 3                |                  |  |                     |                         |                         |                         |                         |                 |   |                    |                    |
|  |                               | Paris Saint-Germain (gf)      | 3                             | 0                             | 3 |                   |                  |                  |                  |                  |  |                     |                         |                         |                         |                         |                 |   |                    |                    |
|  | Barcelona                     | Paris Saint-Germain (gf)      | 3                             | 0                             | 3 | 1                 | 1                | 2                |                  |                  |  |                     |                         |                         |                         |                         |                 |   |                    |                    |
|  | Barcelona                     |                               |                               |                               |   | 1                 | 1                | 2                |                  |                  |  |                     |                         |                         |                         |                         |                 |   |                    |                    |
|  | Paris Saint-Germain           | 4                             | 1                             | 5                             |   |                   |                  |                  |                  |                  |  |                     |                         |                         |                         |                         |                 |   |                    |                    |
|  | Paris Saint-Germain           | 4                             | 1                             | 5                             |   |                   |                  |                  |                  |                  |  | Paris Saint-Germain | 1                       | 0                       | 1                       |                         |                 |   |                    |                    |
|  |                               |                               |                               |                               |   |                   |                  |                  |                  |                  |  | Paris Saint-Germain | 1                       | 0                       | 1                       |                         |                 |   |                    |                    |
|  |                               | Manchester City               | 2                             | 2                             | 4 |                   |                  |                  |                  |                  |  |                     |                         |                         |                         |                         |                 |   |                    |                    |
|  | Borussia Mönchengladbach      | Manchester City               | 2                             | 2                             | 4 | 0                 | 0                | 0                |                  |                  |  |                     |                         |                         |                         |                         |                 |   |                    |                    |
|  | Borussia Mönchengladbach      |                               |                               |                               |   | 0                 | 0                | 0                |                  |                  |  |                     |                         |                         |                         |                         |                 |   |                    |                    |
|  | Manchester City               | 2                             | 2                             | 4                             |   |                   |                  |                  |                  |                  |  |                     |                         |                         |                         |                         |                 |   |                    |                    |
|  | Manchester City               | 2                             | 2                             | 4                             |   | Manchester City   | 2                | 2                | 4                |                  |  |                     |                         |                         |                         |                         |                 |   |                    |                    |
|  |                               |                               |                               |                               |   | Manchester City   | 2                | 2                | 4                |                  |  |                     |                         |                         |                         |                         |                 |   |                    |                    |
|  |                               | Borussia Dortmund             | 1                             | 1                             | 2 |                   |                  |                  |                  |                  |  |                     |                         |                         |                         |                         |                 |   |                    |                    |
|  | Sevilla                       | Borussia Dortmund             | 1                             | 1                             | 2 | 2                 | 2                | 4                |                  |                  |  |                     |                         |                         |                         |                         |                 |   |                    |                    |
|  | Sevilla                       |                               |                               |                               |   | 2                 | 2                | 4                |                  |                  |  |                     |                         |                         |                         |                         |                 |   |                    |                    |
|  | Borussia Dortmund             | 3                             | 2                             | 5                             |   |                   |                  |                  |                  |                  |  |                     |                         |                         |                         |                         |                 |   |                    |                    |
|  | Borussia Dortmund             | 3                             | 2                             | 5                             |   |                   |                  |                  |                  |                  |  |                     |                         |                         |                         |                         | Manchester City | 0 |                    |                    |
|  |                               |                               |                               |                               |   |                   |                  |                  |                  |                  |  |                     |                         |                         |                         |                         |                 | 0 |                    |                    |
|  |                               | Chelsea                       | 1                             |                               |   |                   |                  |                  |                  |                  |  |                     |                         |                         |                         |                         |                 |   |                    |                    |
|  | Atalanta                      | Chelsea                       | 1                             | 0                             | 1 | 1                 |                  |                  |                  |                  |  |                     |                         |                         |                         |                         |                 |   |                    |                    |
|  | Atalanta                      |                               |                               | 0                             | 1 | 1                 |                  |                  |                  |                  |  |                     |                         |                         |                         |                         |                 |   |                    |                    |
|  | Real Madrid                   | 1                             | 3                             | 4                             |   |                   |                  |                  |                  |                  |  |                     |                         |                         |                         |                         |                 |   |                    |                    |
|  | Real Madrid                   | 1                             | 3                             | 4                             |   | Real Madrid       | 3                | 0                | 3                |                  |  |                     |                         |                         |                         |                         |                 |   |                    |                    |
|  |                               |                               |                               |                               |   | Real Madrid       | 3                | 0                | 3                |                  |  |                     |                         |                         |                         |                         |                 |   |                    |                    |
|  |                               | Liverpool                     | 1                             | 0                             | 1 |                   |                  |                  |                  |                  |  |                     |                         |                         |                         |                         |                 |   |                    |                    |
|  | RB Leipzig                    | Liverpool                     | 1                             | 0                             | 1 | 0                 | 0                | 0                |                  |                  |  |                     |                         |                         |                         |                         |                 |   |                    |                    |
|  | RB Leipzig                    |                               |                               |                               |   | 0                 | 0                | 0                |                  |                  |  |                     |                         |                         |                         |                         |                 |   |                    |                    |
|  | Liverpool                     | 2                             | 2                             | 4                             |   |                   |                  |                  |                  |                  |  |                     |                         |                         |                         |                         |                 |   |                    |                    |
|  | Liverpool                     | 2                             | 2                             | 4                             |   |                   |                  |                  |                  |                  |  | Real Madrid         | 1                       | 0                       | 1                       |                         |                 |   |                    |                    |
|  |                               |                               |                               |                               |   |                   |                  |                  |                  |                  |  | Real Madrid         | 1                       | 0                       | 1                       |                         |                 |   |                    |                    |
|  |                               | Chelsea                       | 1                             | 2                             | 3 |                   |                  |                  |                  |                  |  |                     |                         |                         |                         |                         |                 |   |                    |                    |
|  | Porto (gf) (pro)              | Chelsea                       | 1                             | 2                             | 3 | 2                 | 2                | 4                |                  |                  |  |                     |                         |                         |                         |                         |                 |   |                    |                    |
|  | Porto (gf) (pro)              |                               |                               |                               |   | 2                 | 2                | 4                |                  |                  |  |                     |                         |                         |                         |                         |                 |   |                    |                    |
|  | Juventus                      | 1                             | 3                             | 4                             |   |                   |                  |                  |                  |                  |  |                     |                         |                         |                         |                         |                 |   |                    |                    |
|  | Juventus                      | 1                             | 3                             | 4                             |   | Porto             | 0                | 1                | 1                |                  |  |                     |                         |                         |                         |                         |                 |   |                    |                    |
|  |                               |                               |                               |                               |   | Porto             | 0                | 1                | 1                |                  |  |                     |                         |                         |                         |                         |                 |   |                    |                    |
|  |                               | Chelsea                       | 2                             | 0                             | 2 |                   |                  |                  |                  |                  |  |                     |                         |                         |                         |                         |                 |   |                    |                    |
|  | Atlético de Madrid            | Chelsea                       | 2                             | 0                             | 2 | 0                 | 0                | 0                |                  |                  |  |                     |                         |                         |                         |                         |                 |   |                    |                    |
|  | Atlético de Madrid            |                               |                               |                               |   | 0                 | 0                | 0                |                  |                  |  |                     |                         |                         |                         |                         |                 |   |                    |                    |
|  | Chelsea                       | 1                             | 2                             | 3                             |   |                   |                  |                  |                  |                  |  |                     |                         |                         |                         |                         |                 |   |                    |                    |

O esquema acima é usado somente para uma visualização melhor dos confrontos. Todos os confrontos desta fase são sorteados e não seguem a ordem mostrada.

### Oitavas de final
O sorteio das oitavas de final foi realizado em 14 de dezembro de 2020. As partidas de ida serão disputadas em 16, 17, 23 e 24 de fevereiro, e as partidas de volta em 9, 10, 16 e 17 de março de 2021.
| Equipe 1                 | Total    | Equipe 2            | 1.º jogo | 2.º jogo  |
| ------------------------ | -------- | ------------------- | -------- | --------- |
| Borussia Mönchengladbach | 0–4      | Manchester City     | 0–2      | 0–2       |
| Lazio                    | 2–6      | Bayern de Munique   | 1–4      | 1–2       |
| Atlético de Madrid       | 0–3      | Chelsea             | 0–1      | 0–2       |
| RB Leipzig               | 0–4      | Liverpool           | 0–2      | 0–2       |
| Porto                    | 4–4 (gf) | Juventus            | 2–1      | 2–3 (pro) |
| Barcelona                | 2–5      | Paris Saint-Germain | 1–4      | 1–1       |
| Sevilla                  | 4–5      | Borussia Dortmund   | 2–3      | 2–2       |
| Atalanta                 | 1–4      | Real Madrid         | 0–1      | 1–3       |

### Quartas de final
O sorteio para as quartas de final será realizado em 19 de março de 2021. As partidas de ida serão disputadas em 6 e 7 de abril, e as partidas de volta em 13 e 14 de abril de 2021.
| Equipe 1          | Total    | Equipe 2            | 1.º jogo | 2.º jogo |
| ----------------- | -------- | ------------------- | -------- | -------- |
| Manchester City   | 4–2      | Borussia Dortmund   | 2–1      | 2–1      |
| Porto             | 1–2      | Chelsea             | 0–2      | 1–0      |
| Bayern de Munique | 3–3 (gf) | Paris Saint-Germain | 2–3      | 1–0      |
| Real Madrid       | 3–1      | Liverpool           | 3–1      | 0–0      |

### Semifinais
O sorteio das semifinais será realizado em 19 de março de 2021, após o sorteio das quartas de final. As partidas de ida serão disputadas em 27 e 28 de abril, e as partidas de volta em 4 e 5 de maio de 2021.
| Equipe 1            | Total | Equipe 2        | 1.º jogo | 2.º jogo |
| ------------------- | ----- | --------------- | -------- | -------- |
| Paris Saint-Germain | 1–4   | Manchester City | 1–2      | 0–2      |
| Real Madrid         | 1–3   | Chelsea         | 1–1      | 0–2      |

### Final
A final foi disputada em 29 de maio de 2021, no Estádio do Dragão, em Porto. Um sorteio foi realizado em 19 de março de 2021, após os sorteios das quartas e das semifinais, para determinar o time "da casa" para fins administrativos.
| 29 de maio de 2021 | Manchester City | 0 – 1 | Chelsea     | Estádio do Dragão, Porto                         |
| 20:00 (UTC+1)      |                 |       | Havertz 43' | Público: 14,110 Árbitro: ESP Antonio Mateu Lahoz |

## Premiação
| Liga dos Campeões da UEFA de 2020–21 |
| Inglaterra                           |
| ------------------------------------ |
| Chelsea Campeão (2.º título)         |

## Estatísticas
Gols e assistências contabilizados a partir da fase de grupos, excluindo as fases de qualificação.
 Atualizado em 15 de abril de 2021
| Pos. | Jogador            | Equipe                   | Gols | Tempo jogando |
| ---- | ------------------ | ------------------------ | ---- | ------------- |
| 1    | Erling Haaland     | Borussia Dortmund        | 10   | 705'          |
| 2    | Kylian Mbappé      | Paris Saint-Germain      | 8    | 810'          |
| 3    | Olivier Giroud     | Chelsea                  | 6    | 256'          |
| 3    | Youssef En-Nesyri  | Sevilla                  | 6    | 386'          |
| 3    | Marcus Rashford    | Manchester United        | 6    | 416'          |
| 3    | Neymar             | Paris Saint-Germain      | 6    | 566'          |
| 3    | Álvaro Morata      | Juventus                 | 6    | 597'          |
| 3    | Mohamed Salah      | Liverpool                | 6    | 781'          |
| 9    | Ciro Immobile      | Lazio                    | 5    | 417'          |
| 9    | Robert Lewandowski | Bayern de Munique        | 5    | 514'          |
| 9    | Lionel Messi       | Barcelona                | 5    | 540'          |
| 9    | Alassane Pléa      | Borussia Mönchengladbach | 5    | 540'          |
| 9    | Karim Benzema      | Real Madrid              | 5    | 662'          |
| 9    | Sérgio Oliveira    | Porto                    | 5    | 740'          |

| Pos. | Jogador          | Equipe                   | Assist. | Tempo jogando |
| ---- | ---------------- | ------------------------ | ------- | ------------- |
| 1    | Juan Cuadrado    | Juventus                 | 6       | 551'          |
| 2    | Kevin De Bruyne  | Manchester City          | 4       | 437'          |
| 2    | Joshua Kimmich   | Bayern de Munique        | 4       | 617'          |
| 4    | Jadon Sancho     | Borussia Dortmund        | 3       | 386'          |
| 4    | Dušan Tadić      | Ajax                     | 3       | 540'          |
| 4    | Alassane Pléa    | Borussia Mönchengladbach | 3       | 540'          |
| 4    | Ángel Di María   | Paris Saint-Germain      | 3       | 566'          |
| 4    | Kingsley Coman   | Bayern de Munique        | 3       | 549'          |
| 4    | Neymar           | Paris Saint-Germain      | 3       | 566'          |
| 4    | Angeliño Tasende | RB Leipzig               | 3       | 627'          |
| 4    | Thomas Müller    | Bayern de Munique        | 3       | 632'          |
| 4    | Luka Modrić      | Real Madrid              | 3       | 731'          |
| 4    | Kylian Mbappé    | Paris Saint-Germain      | 3       | 810'          |

### Hat-tricks
Um hat-trick é quando um jogador faz três gols em uma única partida.
| Jogador         | Para                     | Contra              | Resultado | Data                    | Ref.      |
| --------------- | ------------------------ | ------------------- | --------- | ----------------------- | --------- |
| Marcus Rashford | Manchester United        | RB Leipzig          | 5–0       | 28 de outubro de 2020   | Jornada 2 |
| Alassane Pléa   | Borussia Mönchengladbach | Shakhtar Donetsk    | 0–6       | 3 de novembro de 2020   | Jornada 3 |
| Diogo Jota      | Liverpool                | Atalanta            | 0–5       | 3 de novembro de 2020   | Jornada 3 |
| İrfan Kahveci   | İstanbul Başakşehir      | Red Bull Salzburg   | 3–4       | 2 de dezembro de 2020   | Jornada 5 |
| Neymar          | Paris Saint-Germain      | İstanbul Başakşehir | 5–1       | 9 de dezembro de 2020   | Jornada 6 |
| Kylian Mbappé   | Paris Saint-Germain      | Barcelona           | 1–4       | 16 de fevereiro de 2021 | Jornada 7 |

### Poker-tricks
Um Poker-trick é quando um jogador faz quatro gols em uma única partida.
| Jogador        | Para    | Contra  | Resultado | Data                  | Ref.      |
| -------------- | ------- | ------- | --------- | --------------------- | --------- |
| Olivier Giroud | Chelsea | Sevilla | 0–4       | 2 de dezembro de 2020 | Jornada 5 |